# Macranhinga ameghinoi
Macranhinga ameghinoi es una especie extinta de aves suliformes aníngidos del género Macranhinga, que vivió a mediados del Mioceno, en lo que es Argentina. 

## Filogenia
Las relaciones filogenéticas de esta especie dentro del género Macranhinga, siguen sin resolver. Sin embargo, las aves macraningas evolucionaron a partir del Mioceno, entre ellas esta la especie Macranhinga chilensis (Mioceno inferior y Plioceno), la cual tiene los rasgos similares a esta especie, pero aunque esta especie sigue sin resolver, no se sabe si es o no una especie del género, pero de momento ha sido asignado al género.

## Historia
La provincia de Río Negro, Argentina, es el lugar en donde se hallaron los primeros especímenes fósiles, en capas del Colloncurense, consistentes en un tarsometatarso, un extremo distal de un tibiotarso y un extremo distal de un húmero.

## Paleoecología
Su paleoecología es indeterminada, en el Mioceno de la Provincia de Mendoza, la fauna no es conocida, además estas aves suliformes son aves costeras, así que su paleoecología sería una costa tropical con una selva tropical.